# イーゴリ・エシポフスキー
イーゴリ・エドワルドヴィチ・エシポフスキー（ロシア語: Игорь Эдуардович Есиповский、ラテン文字表記の例：Igor Eduardovich Esipovskii、1960年3月28日 - 2009年5月10日）は、ロシアの政治家。ロシア連邦議会下院国家会議代議員を経て、2008年4月15日、ロシア鉄道副社長に転出したアレクサンドル・チシャーニンの後を次いでイルクーツク州知事になる。在職中の2009年5月10日、ヘリコプターで州内を視察中、事故死した。
1977年から航空機工場で働き始める。1979年から2年間、兵役に就く。1981年航空機産業に復帰し、オルジョニキーゼ名称（記念）モスクワ航空大学に入学する。大学卒業後、モスクワのフルンゼ地区コムソモール第二書記、地方級人民代議員となった。1988年コムソモールの組織を土台として、部門間科学技術プログラムセンター（後のメナテップ）に参加し、調査製造協会（エコノヴァチヤ）総支配人を歴任する。1991年ロシア社会開発基金「再生」会長に就任する。1992年から2000年までロシア航空基金総裁、アヴィアインヴェエスト社会長などを歴任する。2001年ロスオボロンエクスポルト社の製造部、技術部長。2005年12月22日から2006年8月2日までアフトヴァズ社代表取締役会議長。
2007年12月2日、統一ロシアからロシア連邦議会下院国家会議議員に当選する。下院では産業委員会副委員長を務めた他、予算委員会、国防・安全保障委員会に所属した。
2008年4月、アレクサンドル・チシャーニン・イルクーツク州知事の辞任後、同州知事代行を経て、11月22日、イルクーツク州議会によって知事に承認される。
2009年5月9日、視察のために搭乗したヘリコプターが行方不明になり、翌10日、ヘリコプターは墜落し、中からエシポフスキーを含め乗員4人が遺体で発見された。
私生活では夫人との間に一男一女がいた。